# Srebrna Kopa
Srebrna Kopa är ett berg i Tjeckien. Det ligger i den östra delen av landet, 220 km öster om huvudstaden Prag. Toppen på Srebrna Kopa är 785 meter över havet, eller 68 meter över den omgivande terrängen. Bredden vid basen är 1,4 km.
Terrängen runt Srebrna Kopa är kuperad åt sydväst, men åt nordost är den platt.Runt Srebrna Kopa är det ganska glesbefolkat, med 34 invånare per kvadratkilometer. Närmaste större samhälle är Zlaté Hory, 4,2 km väster om Srebrna Kopa. Omgivningarna runt Srebrna Kopa är en mosaik av jordbruksmark och naturlig växtlighet.